# Ana Herrero
Ana Herrero García (Madrid, 25 luglio 1956) è un'ex cestista spagnola.

## Carriera
Con la Spagna ha disputato due edizioni dei Campionati europei (1974, 1976).